# Basel-Landschaft
Basel-Landschaft (Nederlands: Bazel-Land; Frans: Bâle-Campagne; Italiaans: Basilea Campagna; Reto-Romaans: Basilea-Champagna) is een kanton in het noordwesten van Zwitserland. Het wordt door de lokale bevolking verkort "Baselland" of "Baselbiet" genoemd. Het is een voormalig halfkanton.

## Religie
In 2013 was 33,2% van de inwoners evangelisch-gereformeerd, 28,5% rooms-katholiek, 5,4% islamitisch en 0,1% joods. Circa 6% hing een andere geloofsovertuiging aan. Daarnaast gaf ca. 25% aan geen geloof (meer) te hebben. In 2020 was 28,2% (82.248) van de 291.919 inwoners evangelisch-gereformeerd, 23,7% (69.080) rooms-katholiek en een meerderheid gaf aan geen geloof of een andere geloofsovertuiging te hebben.

## Geschiedenis
Het grondgebied van het huidige kanton wordt gevormd door het voormalige invloedsgebied van de stad Bazel op de linkerrijnoever, de in 1798-1803 door Bazel-Stad afgestane gedeelten van het voormalige prinsbisdom Bazel en het in 1994 na een volksreferendum van kanton Bern aan Basel-Landschaft afgestane Laufental. Ook dit laatste was eens een onderdeel van het prinsbisdom Bazel en was door het Congres van Wenen in 1815 aan het kanton Bern toegedeeld. Daarmee is het grootste gedeelte van het huidige kanton hetzelfde als het oorspronkelijke kanton Bazel, dat zich in 1501 bij het Zwitsers Eedgenootschap aansloot.
In 1832 weerden de landelijke gemeenten zich tegen de dominantie van de toen nog aristocratisch geregeerde stad Bazel. Ze vormden een zelfstandig halfkanton Basel-Landschaft. Het nieuwe kanton werd in 1833 door de confederatie erkend.
Pogingen om de beide halfkantons van Bazel weer te herenigen zijn in 1936, 1969 en 2014 mislukt. In 2014 stemde 55% van de burgers in Basel-Stadt weliswaar hiervoor, maar in Basel-Landschaft was de meerderheid tegen (alle 86 gemeenten van Basel-Landschaft waren ook tegen een fusie).

## Geografie
Het hoogste punt in Basel-Landschaft is Hinteri Egg (1169 m) bij Waldenburg, het laagste (246 m) aan de Rijn in Birsfelden. De kantonnale grens is nogal grillig, waarbij de grenzen meerdere agglomeraties doorsnijden.
Het kanton is qua oppervlakte een van de kleinere van Zwitserland en staat van de 26 kantons op plaats 19. Gemeten naar aantal inwoners, 298.837 op 31 december 2023, staat Basel-Landschaft echter op de tiende plaats; de bevolkingsdichtheid is er met 577 inwoners per km2 relatief hoog.
Basel-Landschaft grenst in het oosten en noordoosten aan het kanton Aargau en aan de Rijn, die de grens met de Duitse deelstaat Baden-Württemberg vormt. In het noorden grenst het aan kanton Bazel-Stad, in het noordwesten aan Frankrijk en in het zuiden aan het kanton Solothurn, dat een paar exclaves heeft aan de westgrens van Basel-Landschaft. In het zuidwesten grenst het ook aan kanton Jura.

### Steden
Steden in kanton Basel-Landschaft (31 dec. 2023):
- Liestal - (inwoners: 15.834; hoofdstad)
- Reinach - (inwoners: 20.258)
- Allschwil - (inwoners: 22.110)
- Muttenz - (inwoners: 18.234)
- Pratteln - (inwoners: 16.566)
- Binningen - (inwoners: 15.664)
- Münchenstein - (inwoners: 12.304)
- Birsfelden - (inwoners: 10.338)
- Aesch - (inwoners: 10.745)

### Districten
Er zijn 5 districten in Basel-Landschaft (31 dec. 2023):
- Arlesheim - (inwoners: 160.612), 15 gemeenten.
- Laufen - (inwoners: 21.091), 13 gemeenten.
- Liestal - (inwoners: 63.597), 14 gemeenten.
- Sissach - (inwoners: 37.163), 29 gemeenten.
- Waldenburg - (inwoners: 16.374), 15 gemeenten.

Het kanton Basel-Landschaft bestaat in totaal uit 86 gemeenten.

## Demografische evolutie van het kanton
Bron: https://www.bfs.admin.ch/bfs/de/home/statistiken/bevoelkerung/stand-entwicklung.assetdetail.32229209.html

## Economie
Basel-Landschaft is sterk op industrie gericht; de diensten bevinden zich meer in Bazel-Stad.
Bekende bedrijven in Basel-Landschaft zijn: Ronda, Novartis, Hoffmann-La Roche, Ricola en Bombardier. De werkloosheid is vrij laag, vergeleken met andere kantons in Zwitserland, maar zeker met de rest van Europa. In oktober 2004 waren er 3,2% werklozen (Zwitserland 3.9%).

## Openbaar vervoer
Kanton Basel-Landschaft beschikt over een uitgebreid netwerk van openbaar vervoer. Zo zijn de stad Basel en veel omliggende gemeenten prima bereikbaar per trein, tram of bus. De gele regiotram van de BLT van Basel naar Flüh en Dornach doet onderweg talloze gemeenten aan. Per postautobus kunnen ook veel kleinere gemeenten bereikt worden. De dienstregeling is doorgaans zeer goed. Vanuit de hoofdstad Liestal is de stad Basel met de trein binnen 15 minuten bereikbaar.

### Toerisme
Het Jura-gebergte, in het westen en zuiden van Basel-Landschaft, trekt dagjesmensen en toeristen. De bloeiende kersenbomen in het voorjaar zijn kenmerkend voor dit gebied. Een kabelbaan vanuit Reigoldswil gaat naar het wandel- en natuurgebied Wasserfallen op circa 1000 meter hoogte. Verdere attracties:
- Romeinse stad Augusta Raurica, o.a. met een amfitheater, in Augst.
- Het natuurpark Eremitage, in Arlesheim.
- De uitzichttoren op de Schleifenberg in Liestal.
- Het Goetheanum in Dornach.
- Panorama op de stad Basel, bij de St. Margarethenkirche in Binningen.

## Talen
Moedertaal (2016):
- Duits: 88%
- Frans: 3,5%
- Italiaans: 5,5%
- andere talen: 3% (Engels, Turks, Servisch en Kroatisch).